# Thomas Robert Byrne

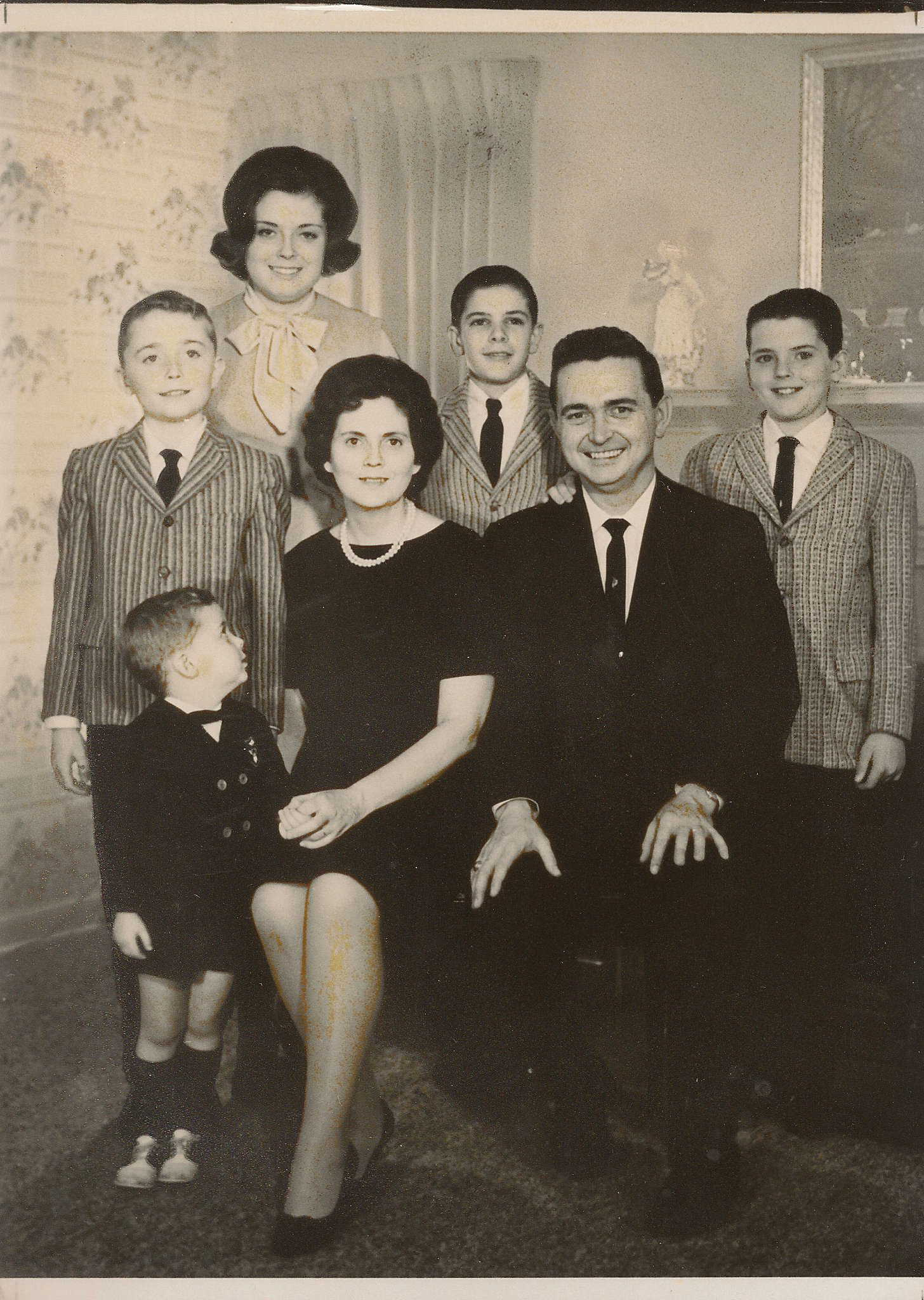
Bürgermeister Byrne mit Familie, etwa 1963

Thomas Robert Byrne (* 9. März 1923 in Saint Paul, Minnesota; † 5. April 2009) war ein US-amerikanischer Politiker der Minnesota Democratic-Farmer-Labor Party und bekleidete von 1966 bis 1970 das Amt des Bürgermeisters von Saint Paul.
Während des Zweiten Weltkrieges diente er in der U.S. Army Air Force. Später arbeitete er als Anwalt. Von 1966 bis 1970 war er Bürgermeister von Saint Paul. Im Jahr 1970 war Byrne ein Kandidat für die demokratische Kandidatur für das Amt des Vizegouverneurs von Minnesota. Er konnte sich jedoch innerparteilich nicht gegen Rudy Perpich durchsetzen.
Byrne war Mitglied in der American Legion und bei den Veterans of Foreign Wars.